# Ненад Нешић
Ненад Нешић (Сарајево, 4. јул 1978) српски је политичар и правник. Садашњи је посланик у Представничком дому Парламентарне скупштине Босне и Херцеговине и предсједник Демократског народног савеза (ДНС). Бивши је в. д. директора Путева Републике Српске.

## Биографија
Звање дипломираног правника стекао на Правном факултету у Новом Саду. Као студент био је активан у бројним студентским удружењима, а један период је био и предсједник Студентске организације.
Обављао је најзахтјевније и најодговорније задатке као радник Министарства унутрашњих послова Републике Српске. Функцију в.д. директора „Путева Републике Српске“ обавља од 2016. године до 2020. године. Од тада до данас реализовао је низ пројеката који су били од виталног значаја за Републику Српску.
Предсједник је Општинског одбора ДНС-а Источно Ново Сарајево, Регионалног одбора ДНС-а Сарајевско-романијске регије, члан Главног одбора ДНС-а и члан Предсједништва ДНС-а.
Ухапшен је 26. децембра 2024. године као осумњичен за удруживање ради чињења кривичних дела, прање новца, злоупотребу службеног положаја или овлашћења и примање мита.